# Přítomnost

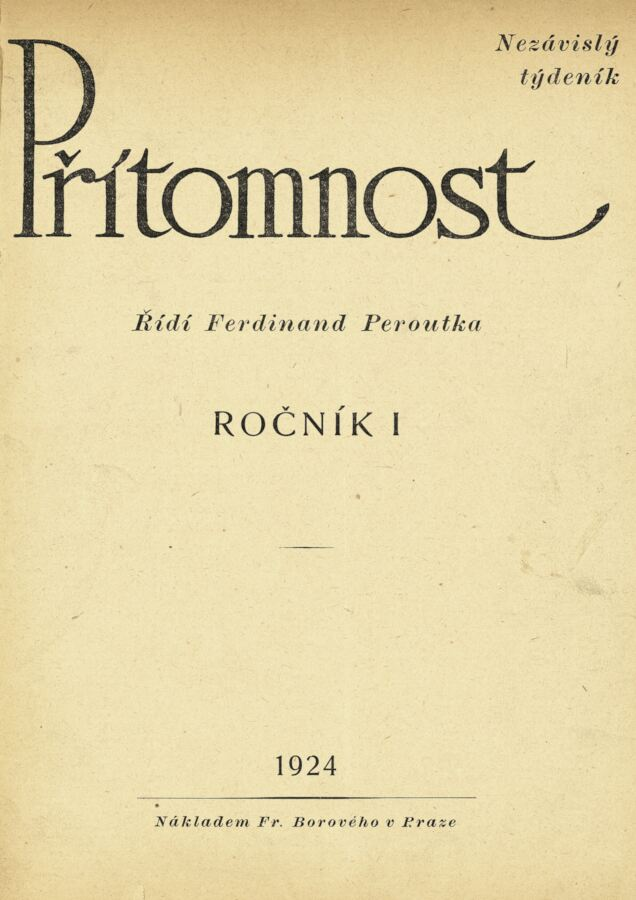
Titelblatt des ersten Jahrgangs 1924

Přítomnost (deutsch Gegenwart) ist eine tschechische Politik- und Kulturzeitschrift, die heute ausschließlich im Internet erscheint.

## Geschichte
Die Zeitschrift wurde im Jahr 1924 von Jaroslav Stránský gegründet. Sie sollte die Demokratie in der jungen Tschechoslowakei stützen. Staatspräsident Tomáš Garrigue Masaryk beteiligte sich von Beginn an an der Herausgabe. Erster Chefredakteur wurde Ferdinand Peroutka. Zahlreiche Schriftsteller schrieben Beiträge, darunter Karel Čapek, Milena Jesenská, Karl Kraus, Karel Poláček, Richard Weiner, František Langer, Fráňa Šrámek, Eduard Bass, Václav Černý und Otokar Fischer. 1939 wurde Peroutka von den Nationalsozialisten inhaftiert und die Zeitschrift eingestellt. Versuche Peroutkas, den Betrieb nach dem Krieg wieder zu etablieren wurden durch den Februarumsturz 1948 zunichtegemacht.
Nach der Samtenen Revolution erschien die Přítomnost ab 1990 als Monatszeitung. 1994 wurde sie zu einer Beilage der Literární noviny. 1995 begann der Enkel des Gründers, Martin Jan Stránský, die Zeitschrift wieder selbstständig und unter der Bezeichnung Nová Přítomnost (Neue Gegenwart) herauszugeben. Im Jahr darauf wurde das englischsprachige Pendant The New Presence ins Leben gerufen. 2000 kehrte man zum ursprünglichen Titel zurück. Seit 2010 erscheint die Přítomnost nur mehr als Onlinemagazin.